# 張朱霖
張朱霖。江南太倉縣人，清朝政治人物。

## 生平
張朱霖為康熙五十四年（1715年）乙未科進士。康熙五十八年（1719年）任湖北蒲圻縣知縣。雍正九年（1731年），接替莊年擔任福建龍巖縣知縣一职。